# Luis Miranda (comediante)
Luis Alberto Miranda Espinosa (Vicuña, 30 de enero de 1995) conocido como Lucho Miranda, es un comediante, humorista, personalidad de internet, expaciente de Teletón y atleta medallista paralímpico chileno. También se ha desempeñado como podcaster junto a Claudio Michaux en el programa No sé si fue tan así.

## Biografía
Luis Miranda nació en Vicuña el 30 de enero de 1995. Es hijo de Solercio Miranda y Mirta Espinosa. Miranda nació con parálisis cerebral, causada por asfixia al nacer tras pasar ocho minutos sin oxígeno. Cuando tenía tres años llegó al Centro de Rehabilitación de Teletón en Valparaíso y Coquimbo.
Como sus tratamientos eran bastante exigentes, descubrió que tenía capacidad para los entrenamientos de alto rendimiento, esto lo llevó a ser atleta paralímpico. En 2015 ganó una medalla de oro en los Juegos Deportivos Nacionales de Chile de 2015.
Miranda estudió contabilidad en la Universidad de La Serena y trabajó en la Municipalidad de Vicuña.  Dejó su trabajo para dedicarse a la comedia. Es aficionado por correr, jugar fútbol y por el cantante puertorriqueño Bad Bunny. Miranda conoció a su pareja Franshesca Toledo en 2021.

## Vida pública
En 2021, Miranda participó por primera vez en televisión chilena, en el programa de talentos Got Talent Chile. El mismo año, actuó en el programa Teletón. En noviembre de 2022, participó como capitán de la Mesa Digital en el programa Teletón de ese año.
En enero y febrero de 2023, Miranda participó en la gira de humor junto a Claudio Michaux, Kakoamedia y Diego Urrutia en una presentación titulada El show del Verano, que recorrió de Antofagasta hasta Castro, Chiloé. Luego de otra gira nacional llamada Por Descarte, en febrero de 2024 cierra la gira con una presentación en el Festival Internacional de la Canción de Viña del Mar, en dónde recibió gaviota de plata y la gaviota de Oro, máximos reconocimientos del certamen. Durante 2024, Miranda giró un nuevo espectáculo llamado Oscuro, seguido en 2025 por Abriendo Las Manos.

## Filmografía
- Got Talent Chile (Mega, 2021) - Participante.
- Teletón 2021 (2021) - Como stand-up comedy.
- Buen finde en TVN (TVN, 2022) - Él mismo.
- ¡Qué dice Chile! Prime (Canal 13, 2023) - Él mismo.
- Hoy se habla (TVN, 2023) - Él mismo.
- Socios de la parrilla (Canal 13, 2023) - Él mismo.
- Buenos días a todos (TVN, 2024) - Invitado (Él mismo).
- El antídoto (Mega, 2024) - Él mismo.

## Espectáculos
- El Show del Verano (con Claudio Michaux, Kakoamedia y Diego Urrutia) (2022)
- Por Descarte (2023–2024)
- Oscuro (2024)
- Abriendo Las Manos (2025)

## Premios y reconocimientos
- 2024: Gaviota de Plata y de Oro, como humorista en el LXIII Festival de la Canción de Viña del Mar.